# Krokodillenleer

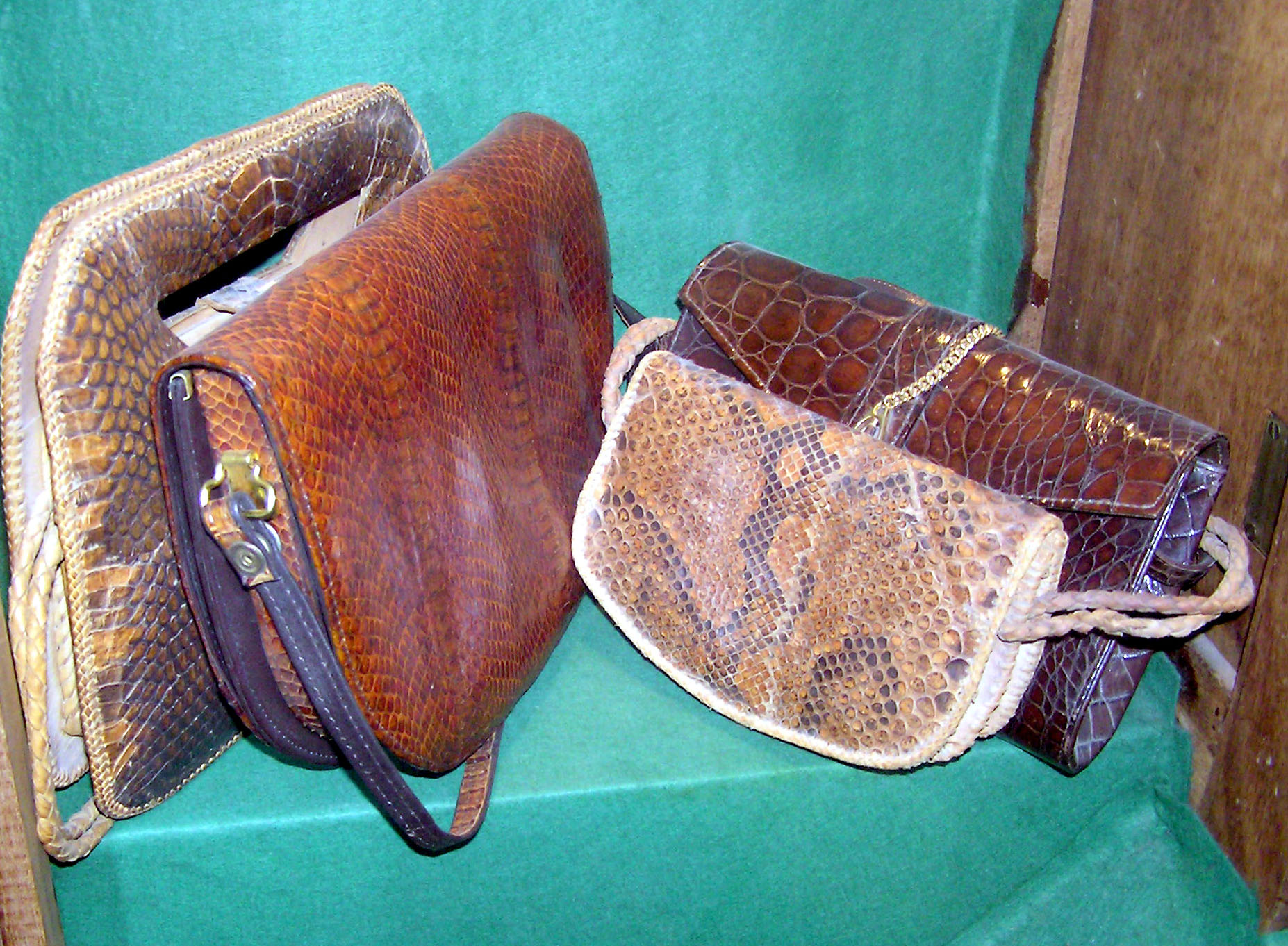
Handtasjes van krokodillenleer

Krokodillenleer is een materiaal gemaakt van de huid van verschillende soorten krokodilachtigen. Omdat krokodillenleer zo duur is, wordt er enkel voor de huid jacht gemaakt op verschillende soorten krokodilachtigen. Hierdoor zijn sommige soorten zeer zeldzaam of staan op de rand van uitsterving. Dit in tegenstelling tot de meeste andere soorten natuurlijk leer, waarbij de huid een bijproduct is van het doden van bijvoorbeeld runderen of herten voor de vleesconsumptie.
Niet iedere soort krokodilachtige heeft een huid die geschikt is voor de leerfabricatie; de kwaliteit hangt af van het aantal kiezelachtige insluitingen (osteodermen) in de huid. De bultkrokodil en de Nieuw-Guinese krokodil hebben weinig insluitingen en de huid wordt als kwalitatief hoogwaardig beschouwd, de Chinese alligator en de breedvoorhoofdkrokodil hebben veel insluitingen en een minder waardevolle huid.
Krokodillenleer roept net als slangenleer bij dierenliefhebbers vaak negatieve associaties op omdat vrijwel alle reptielen en met name de krokodilachtigen vaak ernstig worden bedreigd. In het verleden, toen enorme hoeveelheden krokodilachtigen werden gedood om de huid, waren de nu zeldzame soorten echter zeer talrijk en niet bedreigd. Tegenwoordig is het meeste krokodillenleer afkomstig uit zogenaamde krokodillenfarms, waar de dieren speciaal om de huid worden gekweekt. Hierdoor is de uitvoer van krokodillenleer niet verboden, maar het doden van de dieren is aan banden gelegd en exemplaren in het wild mogen niet meer worden gevangen. Het krokodillenvlees is een bijproduct en wordt onder andere naar Europa geëxporteerd waar het soms in restaurants wordt aangeboden.

## Geschiedenis

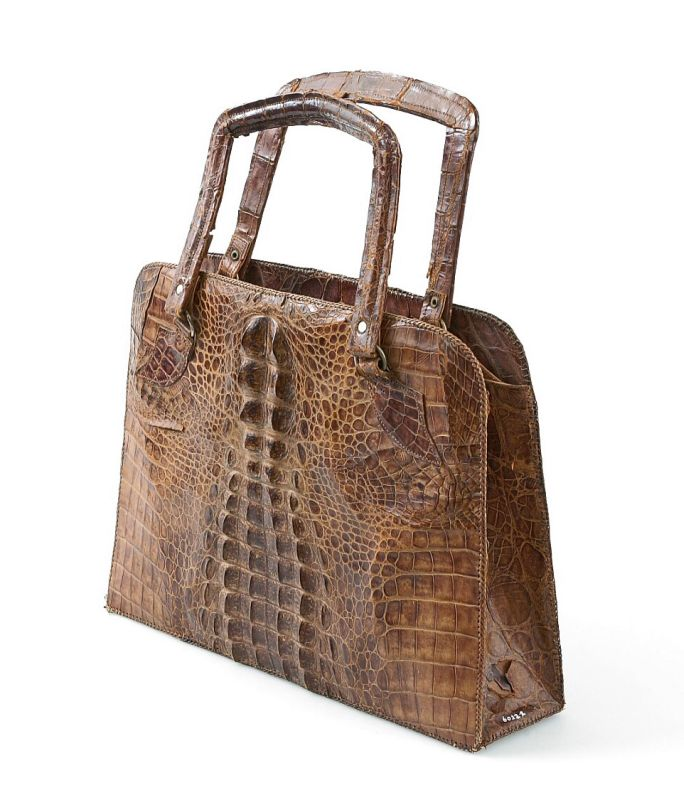
Een tas gemaakt van krokodillenleer.

Op krokodilachtigen wordt al jacht gemaakt sinds mensenheugenis, in zuidoostelijk Azië en China werden de reptielen vooral gedood om het vlees, van de ingewanden werden traditionele medicijnen gemaakt. De gemalen tanden en klauwen werden met name in Indonesië in 'krachtgevende' drankjes verwerkt, de koppen en kettingen van krokodillentanden werden als sieraad gedragen of als amulet gebruikt.
In de Verenigde Staten werden de krokodillen, vooral de Amerikaanse alligator, sinds de kolonisatie op grote schaal afgemaakt. Een economisch motief ontbrak lange tijd; de dieren werden gezien als parasieten. Pas sinds het eind van de 18e eeuw werd de huid van krokodillen verwerkt tot leer. Volgens de overlevering van de Amerikaanse schrijver en natuuronderzoeker John James Audubon (1785-1851) werd de huid gebruikt om laarzen, schoenen en zadels te maken. Tijdens de Amerikaanse Burgeroorlog (1861-1865) steeg de vraag naar schoeisel, riemen en tassen enorm waardoor de krokodillen commercieel interessant werden. Grote hoeveelheden mississippialligators werden afgeschoten; in Florida werd de soort tot op de rand van uitsterven gebracht. Hierdoor moesten de krokodillenjagers op zoek naar alternatieven uit zuidelijker streken. Sommige soorten met een geschikte huid zoals de spitssnuitkrokodil (Crocodylus acutus) kregen het nu zwaar te verduren, andere soorten zoals de brilkaaiman (Caiman criocodylus) hebben een minder geschikte huid vanwege het grote aantal insluitingen (osteodermen) en bleven grotendeels gevrijwaard van de massale jacht. In de jaren dertig werden steeds meer Amerikaanse soorten zeldzaam, en werden alternatieven gezocht op andere continenten, de Aziatische en Afrikaanse soorten kwamen nu in beeld, vooral de nijlkrokodil (Crocodylus niloticus). De mississippialligator werd steeds zeldzamer; van 190.000 huiden in 1929 naar 6800 huiden in 1943. Na beschermende maatregelen zoals het verbieden van het afschieten van exemplaren in de voortplantingstijd of dieren kleiner dan 1,2 meter werden in 1947 nog 25.000 huiden verwerkt.
De nijlkrokodil was intussen de meest bejaagde soort geworden, in Afrika schoten jagers duizenden exemplaren per jaar neer, er werden tot zo'n 100.000 exemplaren verhandeld maar exacte cijfers over de geschoten aantallen in Afrika ontbreken. Pas in de jaren zeventig werd de nijlkrokodil in de meeste Afrikaanse landen beschermd. Ook de Noord-Amerikaanse soorten mochten niet meer worden afgeschoten, maar de jacht had zich sinds de jaren zestig verplaatst naar Zuid-Amerika, Azië en Oceanië. De professionele jagers werkten samen met de lokale jagers om efficiënter te kunnen jagen. Dit heeft tot gevolg gehad dat wereldwijd alle soorten in aantal zijn gedecimeerd sinds de jacht op hun huid is begonnen.
De laatste decennia zijn veel krokodilachtigen sterk in aantal en verspreidingsgebied vooruitgegaan, waren in 1975 nog twee derde van alle soorten bedreigd, in 2000 stond nog een kwart van alle soorten op de CITES Bijlage I van bedreigde diersoorten. Programma's om de krokodilachtigen te behouden zijn duur en bestaan uit het terugbrengen van de natuurlijke habitat, het voorlichten van de lokale bevolking en het opzetten van monitoringsprogramma's om de effectiviteit van de maatregelen te meten. Met name het voorlichten van de bevolking om duidelijk te maken dat krokodilachtigen een belangrijke schakel zijn in de natuur is de belangrijkste uitdaging omdat deze de krokodillen zien als gevaarlijke roofdieren die de vis en het vee opeten.
Krokodillenvlees is een bijproduct van de leerindustrie, niet alleen de staart van krokodilachtigen is eetbaar zoals weleens wordt beweerd, maar meerdere vlezige delen van krokodillen worden verwerkt tot voedsel voor menselijke consumptie. Krokodillenvlees wordt geëxporteerd over de gehele wereld en is volgens kenners qua smaak te vergelijken met kippenvlees.

## Moderne productie
Tegenwoordig is krokodillenleer afkomstig van krokodillenfarms, fabrikanten die het leer verder verwerken hebben een grote voorkeur voor huiden die afkomstig zijn van de legale leerindustrie, niet alleen vanwege de ecologische of juridische aspecten maar ook door de gecertificeerde kwaliteit. In 1994 werd in de Amerikaanse staat Florida meer dan 200 ton vlees en bijna 60.000 huiden legaal verkregen uit gereguleerde vangst en kwekerijen. De farms zijn echter niet meer afhankelijk van de verkoop van krokodillenleer, ze zijn ook een trekpleister voor het toerisme. Een nieuwe trend in met name het zuiden van de Verenigde Staten is de 'krokodillenranch', waarbij eieren en juvenielen in het wild worden geraapt en deze in gevangenschap worden grootgebracht. De sterfte onder de jonge krokodillen in de natuur is altijd zeer hoog, maar de eieren en jongen kunnen in gevangenschap relatief eenvoudig worden grootgebracht. Hierdoor is de kweek van krokodilachtigen economisch interessant omdat van de geraapte jongen en eieren slechts een klein deel hoeft te worden uitgezet en dus een groot aantal beschikbaar blijft om voor de commercie op te kweken terwijl de natuurlijke populaties voldoende worden aangesterkt. De huid en het vlees van in een farm geslachte dieren wordt gecontroleerd op de markt gebracht. Hierdoor daalt de prijs en levert stroperij minder geld op. Voorbeelden van vleesproducten zijn reuzel gewonnen uit alligatorvet en de gatorburger, een hamburger gemaakt van alligatorvlees.

## Afbeeldingen

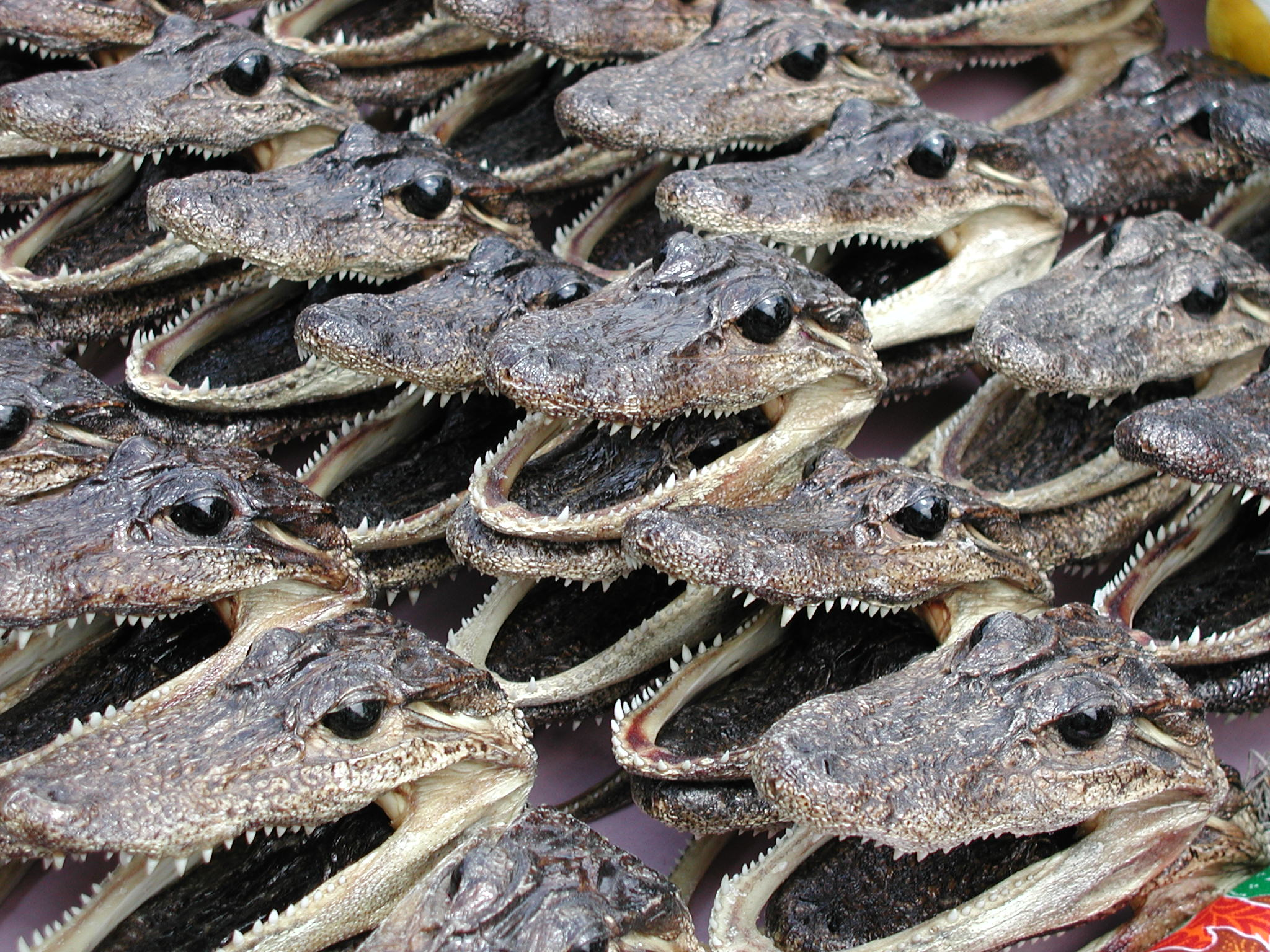
Gedroogde koppen worden verkocht als souvenir
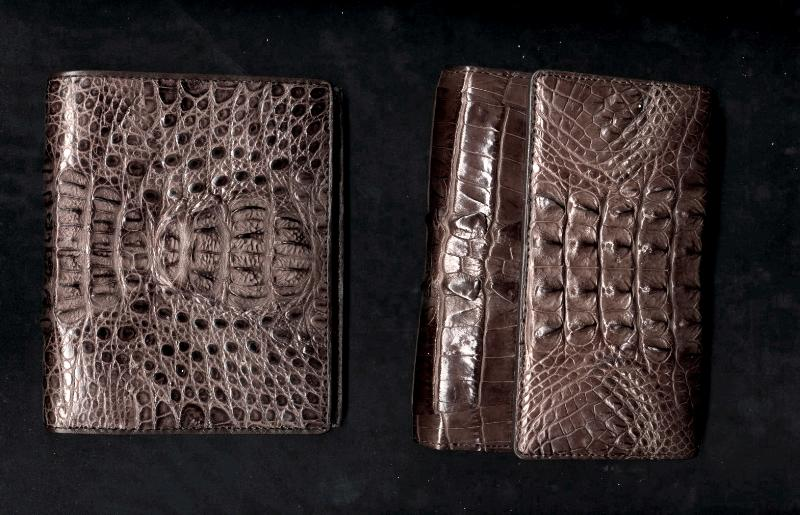
Portemonnee van krokodillenleer
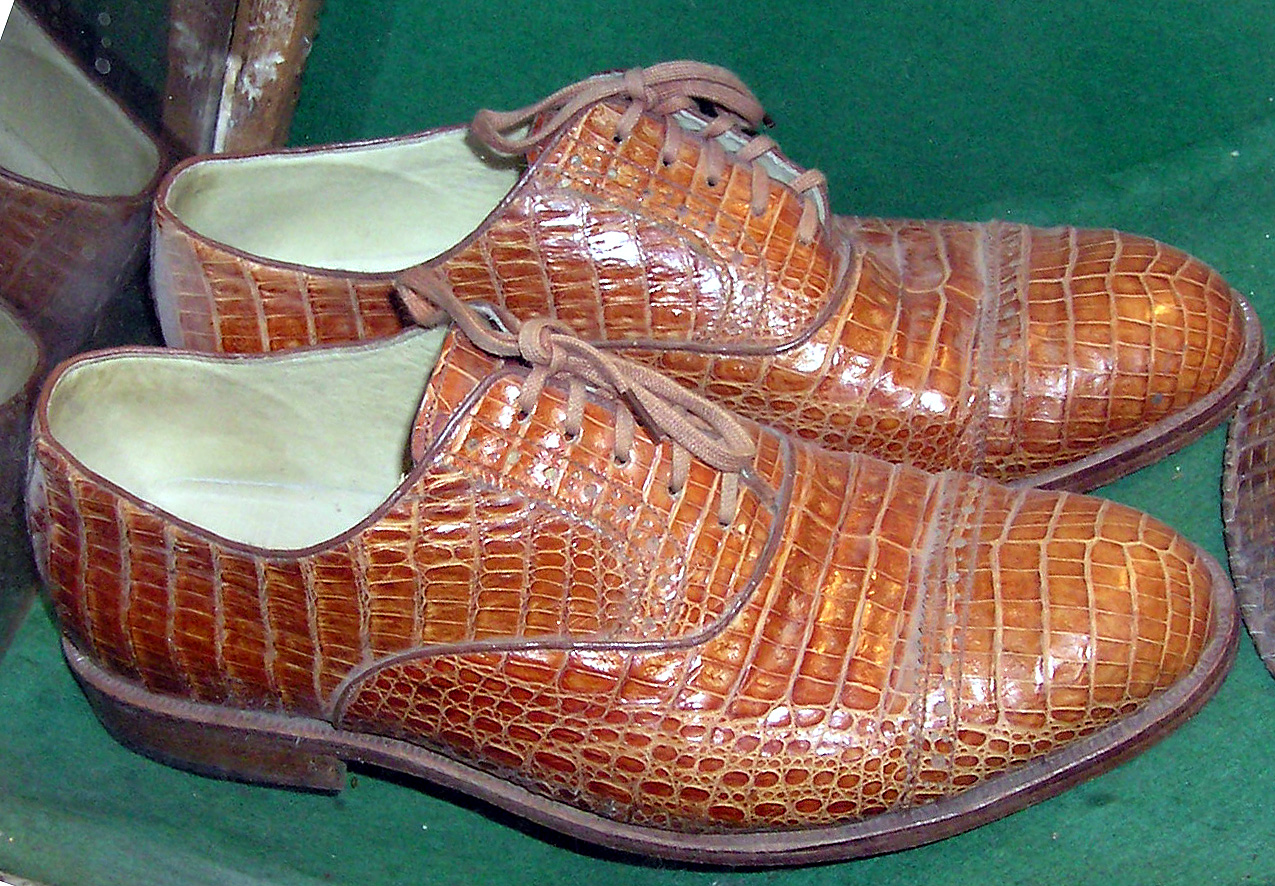
Schoenen van krokodillenleer
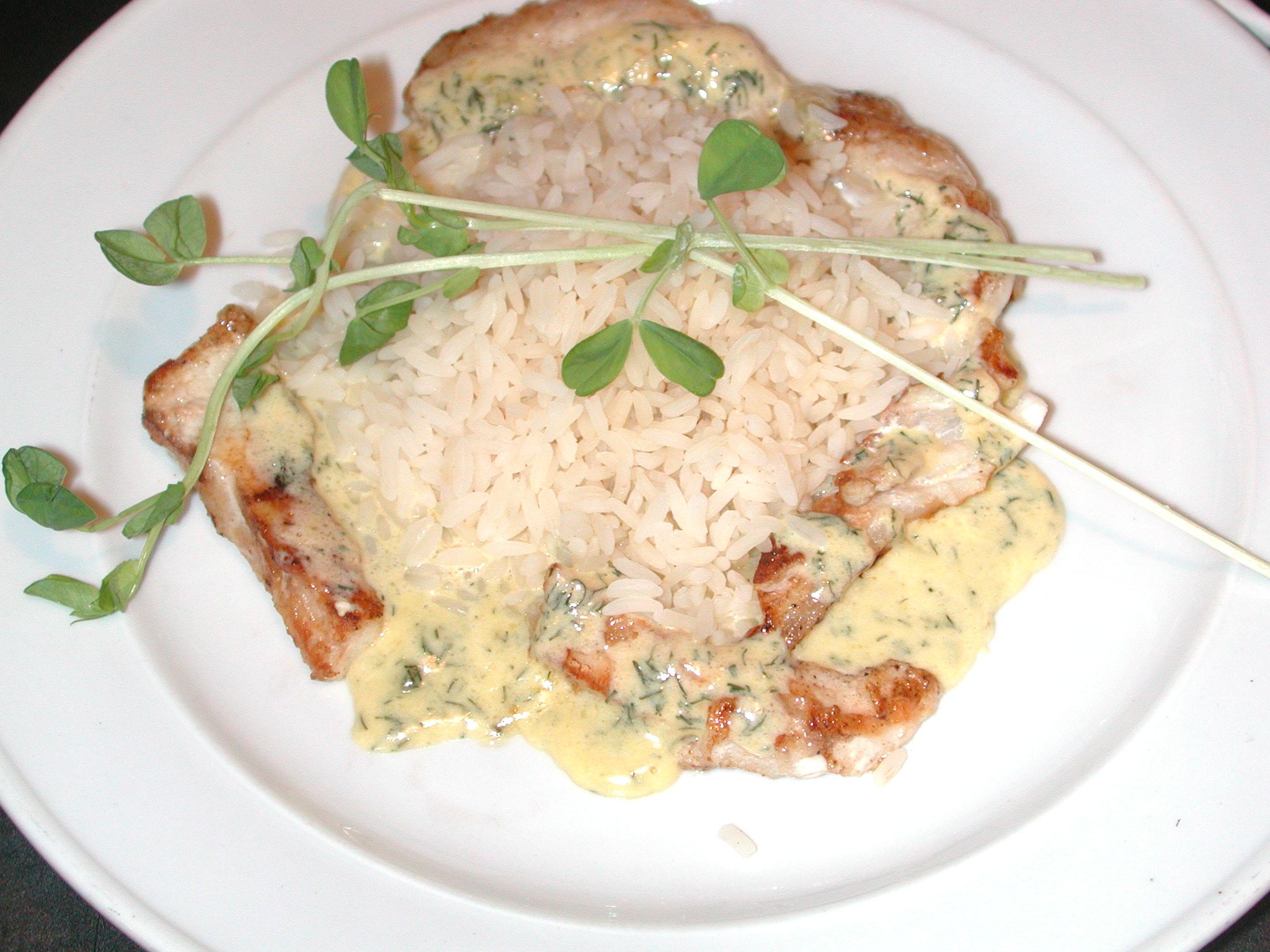
Krokodillenvlees is een bijproduct